# Mystus falcarius
Mystus falcarius är en fiskart som beskrevs av Prosanta Chakrabarty och Ng 2005. Mystus falcarius ingår i släktet Mystus och familjen Bagridae. IUCN kategoriserar arten globalt som livskraftig. Inga underarter finns listade i Catalogue of Life.